# Marche (Chiers)
Die Marche ist ein 18,5 km langer Bach, der in Belgien in der Wallonischen Region und in Frankreich in der Region Grand Est verläuft und von links in die Chiers mündet.

## Geographie

### Verlauf
Der Bach entspringt unter dem Namen Ruisseau de la Palle an der französisch-belgischen Grenze zwischen den Gemeinden Williers und Florenville, nennt sich danach auch noch Ruisseau de Williers, entwässert anfangs Richtung Südost entlang der Grenzlinie, wechselt dann für etwa 2,5 Kilometer auf belgisches Gebiet, bevor er wieder Frankreich erreicht. Hier nimmt er nun seinen definitiven Namen an, schwenkt nach Südwesten und mündet nach insgesamt rund 18,5 Kilometern im Gemeindegebiet von Margut als linker Nebenfluss in die Chiers. In ihrem Mündungsabschnitt quert die Marche die Bahnstrecke Mohon–Thionville.

### Zuflüsse
(Reihenfolge in Fließrichtung)
- Ruisseau la Culée (rechts), 2,06 km
- La Noire Fontaine (links) BE
- Ruisseau de la Mouline (links) BE
- Ruisseau des Courvées (links), 4,79 km
- Ruisseau d’Herbeuval (links), 2,89 km
- Ruisseau de l’Ourdel (rechts) BE
- Ruisseau du Bois le Baron (rechts) BE
- Ruisseau de la Fontaine des Loups (links), 3,24 km
- Ruisseau le Pâquis (rechts), 7,92 km
- Ruisseau des Prés de Pure (rechts), 3,49 km
- Ruisseau la Carité (links), 4,23 km

### Orte am Fluss
(Reihenfolge in Fließrichtung)
- Williers
- Margny
- Villiers-devant-Orval, Gemeinde Florenville (BE)
- Sapogne-sur-Marche
- Moiry
- Margut

## Sehenswürdigkeiten
- Abtei Orval, Klosteranlage mit Ursprüngen aus dem 12. Jahrhundert der Mündung des Nebenflusses Ruisseau de la Mouline bei Villiers-devant-Orval (BE)
- Château de Tassigny, Schloss aus dem 17. Jahrhundert am Flussufer bei Sapogne-sur-Marche – Monument historique[5]